# L'Ennui
Pour les articles homonymes, voir L'Ennui (homonymie), Noia (homonymie) et Ennui.
 (octobre 2014).
Si vous disposez d'ouvrages ou d'articles de référence ou si vous connaissez des sites web de qualité traitant du thème abordé ici, merci de compléter l'article en donnant les références utiles à sa vérifiabilité et en les liant à la section « Notes et références ».
L'Ennui (titre original en italien, La noia) est le titre d'un roman de l'écrivain italien Alberto Moravia, publié en 1960 par les éditions Bompiani et ayant reçu le prix Viareggio l'année suivante.

## Résumé
Le corps du roman est constitué d'un prologue, suivi de neuf chapitres et conclu enfin par un bref épilogue.
Le récit s'articule autour du personnage de Dino, jeune homme appartenant à une riche famille de la noblesse romaine. Il vit avec sa mère dans une somptueuse villa de la Via Appia et occupe ses journées en se consacrant essentiellement à la peinture, occupation pour laquelle il ne montre pourtant que fort peu d'enthousiasme. Dino, souffrant  depuis sa prime jeunesse d'un mal qui le ronge, l'ennui, qu'il définit lui-même au début du roman comme l'impossibilité d'établir un lien concret avec les objets et les personnes, il se résigne à vivre une vie monotone, insipide, qu'aucun événement ne semble pouvoir venir troubler.
Dès les premières pages du roman, il décide de quitter le giron familial, ne se sentant pas à sa place dans un environnement profondément vicié par le luxe et les apparences, un monde symbolisé par la figure maternelle, contre laquelle il sera  en conflit tout au long du récit (elle tentera maintes fois de le convaincre de retourner vivre avec elle, n'hésitant pas à user de son argent comme appât, vain procédé qui ne fera naître que davantage de dégoût chez le fils). Il emménage alors dans un atelier, via Margutta, prétextant vouloir se consacrer entièrement à son art et ignorant encore que le cours de son destin sera définitivement influencé par cette décision.
En effet, un autre peintre occupe un appartement avoisinant son nouveau logement : Mauro Balestieri. Cinquantenaire très discret et affectionnant tout particulièrement le genre du nu féminin, il fait venir et poser de nombreux modèles dans son studio. Modèles avec qui il  semble entretenir des rapports licencieux. Très vite, Dino s'aperçoit que le nombre de modèles décroît, pour se limiter enfin à une seule et unique personne : Cecilia, jeune fille dont la beauté à la fois pure et ensorcelante, frappe les hommes tel un trait en plein cœur. Peu de temps après l'emménagement, Balestieri décède dans de mystérieuses circonstances. Dino, non moins intrigué par la figure énigmatique de Cecilia que par les rumeurs persistantes qui mettent la mort du vieux peintre sur le compte de la passion débordante qu'il vouait à sa jeune modèle, décide tout de même de se lancer dans une relation amoureuse. Mais celle-ci sera marquée par le sceau de l'obsession maladive et de l'auto-destruction.
Car on découvre en même temps que Dino une jeune fille au caractère froid, frivole, mais surtout détachée du monde comme de toute recherche du bien-être matériel. N'ayant aucune prise sur elle, Dino tentera tout au long des neuf chapitres qui constituent le roman de se l'approprier aussi bien psychologiquement que physiquement. Hélas, toutes ses tentatives se révéleront infructueuses.  Il ne tarde pas à découvrir que Cecilia entretient en parallèle une autre relation avec un jeune acteur sans talent et sans le sou : Luciani. Cette découverte le plonge dans un désarroi encore plus profond. À cet instant, il devient clair pour lui que le salut ne pourra être obtenu que par une possession sans concession et sans partage, par laquelle il espère naïvement pouvoir recréer la sensation d'ennui et se détacher enfin de ce mal qui le ronge intérieurement.
Il décide dans un premier temps d'entretenir des relations tarifées, espérant ainsi établir le rapport de domination qu'a le client envers sa prostituée, mais désespère face au détachement de celle-ci envers l'argent, et davantage encore en découvrant que ces émoluments servent essentiellement à entretenir la relation entre Cecilia et Luciani. Au comble du désespoir, il lui demandera sa main en mariage, dans l'espoir de trouver dans la banalité du quotidien une échappatoire. Cecilia finit par lui avouer son amour, mais se voit dans l'obligation de décliner sa demande, ne pouvant se résigner à faire une croix sur Luciani qu'elle avoue aimer tout autant.
Dans la scène finale, Dino, au comble de la jalousie et de la folie, recouvre de billets de banque le corps de Cecilia, ce corps qu'il n'aura jamais pu posséder autrement que dans la vanité de l'acte sexuel et bestial. Ce faisant, il la conjure de renoncer à un voyage à Ponza qu'elle comptait réaliser en compagnie de Luciani. Dernière tentative également vouée à l'échec. Il tentera peu de temps après et dans un excès de désespoir de mettre fin à ses jours en percutant volontairement un platane au volant de sa voiture. Il échappe miraculeusement à la mort mais cette expérience le transforme : il accepte enfin sa condition et décide de rétablir un contact avec la réalité, dans l'attente du retour prochain de Cecilia.

## Commentaire
- Si vous ne connaissez pas le sujet, laissez ce bandeau (vous pouvez alors contacter les auteurs).
- Si vous supprimez le contenu mis en cause (vous pouvez préalablement contacter les auteurs),

argumentez précisément cette suppression dans la page de discussion
(un manque de référence n'est pas un argument ; une recherche réelle de référence doit avoir été effectuée, être formellement documentée).
Le roman se présente comme un monologue du personnage principal, qui raconte et explique son expérience. Le roman appartient au courant contemporain de la littérature existentialiste. On y retrouve une nette récupération de thèmes précédemment exploités dans un autre roman, Gli Indifferenti (Les Indifférents), à savoir le délitement du monde bourgeois et la recherche obsessionnelle du sexe et de l'argent, et ce, à travers une lecture marxiste et existentialiste. Notons dans le roman la place centrale qu'occupe le rapport à la réalité, obtenu par la possession, élément tout à fait bourgeois.
Le prologue pose la base philosophique du roman. Et tout particulièrement le sens que revêt le concept d'ennui pour Dino, le personnage principal.  L'ennui n'est pas le contraire de la distraction. Il est le manque de rapport avec le monde réel, il est l'absurdité des choses, l'incapacité de se persuader de l'existence des objets constituants notre monde.  C'est à la lumière d'une telle conception de l'ennui que le rapport entre Dino et Cecilia prend tout son sens.
Après son déménagement rue Margutta, et en proie à ses crises d'ennui, Dino est  naturellement enclin à s'intéresser au couple formé par Balestieri et Cecilia. À la mort du peintre, il se lie à la jeune fille, tout d'abord pour comprendre la nature de sa relation avec le peintre, et très intrigué ensuite par sa psychologie très insolite. Peu bavarde, totalement insipide, il ne comprend pas comment le peintre aurait pu se consumer de passion pour une personne si dénuée d'intérêt. Ainsi, Dino la traite tout d'abord comme un moyen par lequel il va en apprendre  davantage sur Balestrieri, son véritable sujet d'intérêt. En d'autres termes, elle n'est pour lui qu'un simple objet, qu'il domine totalement, la harcelant de questions auxquelles elle répond docilement. Mais il se lasse vite du comportement amorphe de Cecilia, de leurs relations purement axées sur la chair, « le seul moyen qu'elle ait à sa disposition pour communiquer », dixit Dino. Il décide alors de la quitter, et c'est à ce moment que le rapport de force s'inverse.
Elle, qui fut jusqu'alors très docile et ponctuelle, commence à imposer certaines règles, ignorant à cet instant l'annonce imminente de la rupture. Elle limite tout d'abord les jours et les heures de rencontre. Dino accepte non sans contester, mais se doute bien que ces changements soudains cachent autre chose. Doutes fondés, il découvre bientôt qu'elle voit un autre homme mais se montre incapable de prouver qu'il s'agit bien d'un amant, et non d'un ami acteur censé l'aider à commencer une carrière au cinéma. Il finira bien par  découvrir la vérité, mais il sera déjà trop tard. Le piège s'est déjà refermé sur lui. Entre jalousie et obsession, son tempérament balance. Il comprend petit à petit qu'il reconstitue exactement le schéma destructeur de Balestieri mais ne peut changer le cours de son destin.  Balestrieri nous apparaît donc, malgré sa disparition très prématurée dans l'histoire, comme un personnage central du roman. Il est le miroir de Dino. Il est toujours présent, dans son esprit, hantant complètement un protagoniste au bord de la folie.
Dino n'en a que trop conscience. Il tente de briser la chaine des évènements. Pour se défaire de Cecilia, il doit la ramener à son état originel, insipide et amorphe ; lui rendre son caractère inutile et absurde par un nouveau retournement du rapport de force et enfin recréer le sentiment d'ennui : sa seule échappatoire.

## Adaptations cinématographiques
- L'Ennui et sa diversion, l'érotisme de Damiano Damiani (1963).
- L'Ennui de Cédric Kahn (1998).